# ببغاء إكليكتوس
ببغاء إكليكتوس هو ببغاء موطنه الأصلي جزر سليمان، جزيرة سومبا، غينيا الجديدة، شمال شرق أستراليا وجزر الملوك.